# Volcán El Palomito
Volcán El Palomito är en vulkan i Mexiko.   Den ligger i delstaten Distrito Federal, i den sydöstra delen av landet, 40 km söder om huvudstaden Mexico City. Toppen på Volcán El Palomito är 3 221 meter över havet.
Terrängen runt Volcán El Palomito är huvudsakligen kuperad, men söderut är den bergig. Runt Volcán El Palomito är det mycket tätbefolkat, med 1 517 invånare per kvadratkilometer. Närmaste större samhälle är Cuernavaca, 19,1 km söder om Volcán El Palomito. I omgivningarna runt Volcán El Palomito växer i huvudsak blandskog.